# Lluís Puig Barella
Lluís Puig i Barella (Barcelona, 1894 - Barcelona, 1984) fue un pintor y dibujante que estudió con Joaquín Torres García en la efímera Escuela de Decoración de Barcelona, juntamente con Josep Obiols i Palau y con el poeta Josep Vicenç Foix.
Tres son las influencias fundamentales en la obra de Puig Barella; por una parte, su admiración por los grandes maestros italianos Masaccio, Giotto, Botticelli, Fra Angelico y Rafael, que desde muy joven le apasionaron, allá por los años 1910. Por otra, su amistad con Joaquín Torres García, que fue su primer maestro y gran amigo, a partir de 1913; y por otra, el impacto que le causó Amedeo Modigliani, cuando le fue presentado en París por el pintor Manuel Humbert, en 1918. Es por todo esto que su obra contiene una rica mezcla de Novecentismo, Simbolismo y Primitivismo.